# Símbols d'Albalat de la Ribera
L'escut i la bandera d'Albalat de la Ribera són els símbols representatius del municipi d'Albalat de la Ribera, a la Ribera Baixa, País Valencià.

## Escut heràldic
L'escut oficial d'Albalat de la Ribera té el següent blasonament:
| « | Escut quadrilong de punta redona. En camp d'atzur, una barca de vela llatina d'or sobre ones d'argent i atzur. Per timbre, corona reial oberta. | » |

## Bandera d'Albalat de la Ribera
La bandera oficial d'Albalat de la Ribera té la següent descripció:
| « | Bandera de proporcions 2:3. Sobre fons blau, cinc franges onejades de blanc o argent. Al centre, damunt de les ones, una barca de vela llatina d'or o groga. | » |

## Història
L'escut va ser aprovat per Resolució de 17 d'octubre de 2001, del conseller de Justícia i Administracions Públiques. Publicada en el DOGV núm. 4.133, de 22 de novembre de 2001.
L'escut al·ludeix al pas de la barca d'Albalat, un privilegi de l'època medieval, que juntament amb els ponts de Cullera i Alzira foren els punts d'unió de les riberes del Xúquer.
La bandera va ser aprovada per Resolució de 18 de novembre de 2008, del vicepresident primer i conseller de Presidència. Publicada en el DOCV núm. 5.907, de 4 de desembre de 2008.